# Dima Bilan
Dima Bilan (tiếng Nga: Дима Билан, họ tên khai sinh: Viktor Nikolayevich Belan, Виктор Николаевич Белан, sinh ngày 24 tháng 12 năm 1981 tại Ust-Dzheguta, Karachay-Cherkessia) là một ca sĩ nhạc pop người Nga. Dima từng đại diện nước Nga tham dự cuộc thi âm nhạc Eurovision 2006 và có được vị trí á quân với ca khúc"Never Let You Go"(ngôi quán quân thuộc về nhóm nhạc rock Lordi của Phần Lan). Năm 2008, một lần nữa, Dima đại diện Nga tham dự Eurovision, lần này anh đã trở thành người chiến thắng với ca khúc"Believe". Hiện tại, Dima là ca sĩ được yêu thích nhất tại Nga với nhiều ca khúc hay.

## Tiểu sử
Khi Viktor được 1 tuổi, gia đình chuyển đến Belanov thuộc Naberezhnye Chelny, Dima tốt nghiệp trường âm nhạc trong 6 năm học ở thành phố Maisky thuộc Kabardino-Balkaria. Cuộc thi đầu tiên anh tham gia"Young Voices của Kavkaz".
Dima tốt nghiệp trong buổi thanh nhạc cổ điển"Gnesins Musical College". Năm 2002, khởi đầu cho sự nghiệp ở Nga, Dima biểu diễn trong lễ hội"New Wave"của Latvia (lễ hội này anh đã tham gia 4 lần).
Năm 2003, Dima phát hành album đầu tiên mang tên"I'm a Night Hooligan", bao gồm những giai điệu nổi tiếng như:"Caruso"và"Fever". Năm 2004, anh tiếp tục ra mắt album thứ hai"Between the Sky and Heaven", vẫn là những giai điệu quen thuộc đã mang đến thành công cho anh.
Năm 2005, Dima vinh dự nhận được 2 Golden Gramophones cho ca khúc"Ты рядом dolzjna БЮТ"(phiên bản tiếng Nga của"Not That Simple") ở Saint Petersburg và Almaty. Trong thời gian tiến hành dự án"Bài hát mới cho mình", Dima nhận được các giải thưởng từ các kênh đầu tư ban giám khảo chuyên nghiệp. Dima trở thành người đàn ông của năm trong kinh doanh nhờ vào sự bình chọn của hầu hết mọi người với phiên bản của"Rambler". Tháng 12 năm 2005, với lyric ca khúc"I Remember You"trong clip"Botanic Garden was shot"đã mang đến cho anh một thành công mới.
Ngày 14 tháng 3 năm 2006, Dima tham gia vào tổ chức"Con đường Vàng"và"Giải thưởng Âm nhạc Quốc tế"ở Kiev, nơi anh vinh dự trở thành"Ca sĩ của năm". Năm 2006, Dima tham gia Eurovision, một bước tiến trong sự nghiệp âm nhạc của anh.

## Tham gia vào sân chơi lớn nhất châu Âu

### Lần đầu tiên
Dima đại diện Nga tham dự Eurovision Song Contest 2006, được tổ chức ở Athens-Hy Lạp với 37 quốc gia và vùng lãnh thổ tham gia tranh tài.
Trong cuộc thi, Dima đã thể hiện ca khúc"Never Let You Go". Mở đầu ca khúc là màn nhảy múa của Dima với chiếc áo thun số 13-con số đại diện cho thứ tự dự thi của anh. Đoạn giữa ca khúc là sự xuất hiện của 1 cô gái ma từ chiếc đàn piano xung quanh rải đầy hoa hồng.
Dima có được 243 điểm và về thứ hai sau nhóm nhạc rock Lordi (Phần Lan) nhận được 292 điểm (số điểm cao nhất tính đến Eurovision 2008) cho ca khúc. Anh nhận được điểm tối đa 12 từ 7 quốc gia: Latvia, Litva, Ukraina, Israel, Armenia, Phần Lan, Belarus. Monaco và Thụy Sĩ là 2 quốc gia không cho Dima bất cứ điểm nào. Với sự thể hiện xuất sắc, Dima dã có được vị trí thứ hai xứng đáng.